# Macromia margarita
Macromia margarita – gatunek ważki z rodziny Macromiidae. Występuje na terenie Ameryki Północnej.